# چاه بیست نفره
چاه بیست نفره یک منطقهٔ مسکونی در ایران است که در دهستان نهارجان واقع شده‌است.